# Leandro Assumpção
Leandro Assumpção (sinh ngày 3 tháng 2 năm 1986) là một cầu thủ bóng đá Brazil hiện đang chơi cho Mahasarakham SBT tại Thai League 2.